# Kapeenjärvi
Kapeenjärvi är en sjö i kommunen Kuopio i landskapet Norra Savolax i Finland. Den är 9,4 meter djup. Arean är 42 hektar och strandlinjen är 4,79 kilometer lång. Sjön  ingår i Vuoksens huvudavrinningsområde.   Den ligger omkring 35 kilometer nordväst om Kuopio och omkring 350 kilometer norr om Helsingfors. 